# 밤꽃 향기 휘날리며
《밤꽃 향기 휘날리며》는 1987년 9월 20일에 MBC TV에서 방영된 베스트셀러극장이다.

## 줄거리
순임(전세영) 부부는 맞벌이를 하며 경제적 기반을 다질 때까지 아이를 갖지 않기로 한 부부이다. 그 후 일에만 몰두하던 순임은 남편의 잦은 출장으로 외로움을 느끼다가 결국 남편을 찾아 무작정 여행을 떠난다. 그러나 순임은 남편이 첫 출장지에서 다른 곳으로 또 출장을 떠난 것을 알고 신혼여행 때 머물던 호텔에서 하룻밤을 지낸 뒤 남편의 이동경로를 따라 여행을 떠난다. 여행 도중 순임은 알 수 없는 의식에 이끌려 낯선 곳으로 가고 싶은 충동을 느끼게 되는데...

## 출연
- 전세영
- 박상원
- 나한일
- 최불암
- 김길호
- 신신애
- 박영지
- 김주영
- 홍민우
- 오승명
- 박경순
- 허기호
- 조형기
- 김영석
- 윤예희